# پارک ملی تاریخی توماس ادیسون
پارک ملی تاریخی توماس ادیسون (انگلیسی: Thomas Edison National Historical Park) در این محل آزمایشگاه ادیسون واقع شده که بیش از ۴۰ سال در آن تحقیقات علمی صورت گرفته و چندین نوآوری در آن صورت گرفته‌است.